# 伊斯坦堡大屠殺
伊斯坦布尔大屠杀，也称为伊斯坦布尔骚乱，  是 1955 年 9 月 6 日至 7 日发生的一系列由政府支持的反希腊暴亂，主要针对伊斯坦堡的希腊少数民族。  這場屠殺是由土耳其執政黨民主黨在各維安组織（战术动员组、反游击队和国家安全局）的协助下策劃的。 此次事件的導火線是土耳其驻希腊共和国马其顿塞萨洛尼基領事馆遭轟炸。 1881 年，穆斯塔法·凯末尔·阿塔图尔克就出生在此处。 这枚炸彈實際上是领事馆的一名土耳其接待员放置的，此人后来被捕并承认了罪行。土耳其媒体对逮捕事件保持沉默，反而暗示是希臘人引爆了炸彈。 
这場大屠殺有时被描述為針對希臘人的種族滅绝，因为根据阿爾弗雷德·莫里斯·德扎亞斯 (Alfred-Maurice de Zayas) 的说法，尽管此暴亂死亡人数相对较少，但它“满足了 1948 年《防止及惩治灭绝种族罪公约》第 2 条的标准，因为明显存在‘全部或部分消灭’伊斯坦堡希腊少数民族的意圖，这场大屠杀是由土耳其总理阿德南·曼德列斯的政府策劃的”，并且“由于這場大屠殺，希臘少数民族最终移出土耳其。” 
一群土耳其暴徒對伊斯坦堡的希腊社区進行了長達九個小时的袭击，其中大部分成员事先被卡车運進城内。儘管暴徒没有明确要求杀害希腊人，但在袭击期间和之后，因殴打和纵火而死亡的人數有十多人。亚美尼亚人和犹太人在此暴亂中也受到了伤害。 警方大多漠視此暴亂，暴力事件持续不断，直到政府宣布在伊斯坦堡实施戒嚴，並調派軍隊镇压骚乱。 此暴亂中總財物损失估计为5億美元（相当于2024年的58.69億美元），其中包括教堂被烧毁以及商店和私人住宅被毁造成的財物損失。 
这场屠杀大大加速了希腊族移出土耳其，特别是在伊斯坦堡的希腊裔。土耳其的希腊族人口从1927年的119,822 人下降到 1978 年的约7,000 人僅在伊斯坦堡，講希臘语的人口在 1955 年至 1960 年間從65,108人減少到49,081人。 土耳其外交部2008 年公布的數據显示，希臘裔土耳其公民的数量为 3,000-4,000 人； 而根据人權觀察組織在2006 年的统计，希腊裔土耳其公民的人数估计為2,500 人。 
这些襲擊被描述为奥斯曼帝国衰落后开始的土耳其化进程的延续，   因为被襲擊的財產中约有 40% 属于其他少数民族。 一些媒体將此次暴亂與1938年纳粹德国针对犹太人的水晶之夜暴亂进行了比较。   
2009年，时任土耳其总理埃尔多安表示：「土耳其犯了错误，过去那些具有不同民族认同的少数群体被驱逐出我们的国家是法西斯政策的结果。」   